# Wildflowers
Wildflowers är ett album av Tom Petty, släppt 1994. Det var hans första för Warner Bros. Records, efter att ha lämnat MCA, och även det första av tre som producerades av Rick Rubin.
Albumet var det andra att ges ut som ett soloalbum av Petty. Alla medlemmar från Heartbreakers medverkade dock, bortsett från trummisen Stan Lynch som nyligen lämnat bandet. Han ersattes av Steve Ferrone, som senare också blev officiell medlem.
"You Don't Know How It Feels" blev den största hiten från albumet, som nådde åttonde plats på den amerikanska albumlistan.

## Låtlista
Låtarna skrivna av Tom Petty, där inget annat namn anges.
1. "Wildflowers" – 3:11
2. "You Don't Know How It Feels" (Tom Petty, Cheryl Branum) – 4:49
3. "Time to Move On" – 3:15
4. "You Wreck Me" (Tom Petty, Mike Campbell) – 3:22
5. "It's Good to Be King" – 5:10
6. "Only a Broken Heart" – 4:30
7. "Honey Bee" – 4:58
8. "Don't Fade on Me" (Tom Petty, Mike Campbell) – 3:32
9. "Hard on Me" – 3:48
10. "Cabin Down Below" – 2:51
11. "To Find a Friend" – 3:23
12. "A Higher Place" – 3:56
13. "House in the Woods" – 5:32
14. "Crawling Back to You" – 5:05
15. "Wake Up Time" – 5:19